# Ušní lalůček
Ušní lalůček (lat. lobulus auriculae) je vazivem vyplněná kožní duplikatura, která visí z ušního boltce a vpředu je zpravidla přirostlá ke kůži tváře. Podle zoologa D. Morrise je velký a masitý ušní lalůček typický pro člověka (dokonce jde dál a tvrdí, že se v evoluci velký lalůček vyvinul jako nová erotogenní zóna). Jinak je to rovněž jedno z míst, jimiž v zimě tělo ztrácí větší množství tělesného tepla. Žádnou významnou anatomickou funkci jinak nemá. Lalůček je vyplněn vazivem a kryt kůží, je také bohatě prokrven.

## Variabilita

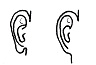
Ušní lalůčky - volný a upevněný

Velikost a tvar ušního lalůčku je u lidí velice proměnlivým znakem. Z jedné studie vyplynulo, že průměrná velikost ušního lalůčku činila přibližně 2,0 centimetru - se standardní odchylkou 0,42 cm. Pravý ušní lalůček je přitom v průměru o 4 mm delší než levý. Většina rasových rozdílů je nepodstatná, byly však nalezeny velikostní rozdíly v závislosti na věku a pohlaví měřené osoby. Nejvýrazněji se lidské lalůčky liší mírou srůstu s tváří; někteří lidé mají lalůčky volné (výběžek kůže směřující do volného prostoru pod ušima), u jiných je lalůček prostě pokračováním té části boltce, která přirůstá ke spánku. Učebnicové poučky tvrdí, že tento znak je jednoduše mendelovsky dědičný a podléhá jedinému genu (přičemž prý jsou volné lalůčky kódovány dominantní alelou). Ve skutečnosti je situace složitější, existuje spousta přechodů mezi volným a srostlým lalůčkem a znak rozhodně není určen jen jedním genem.
V typickém případě je povrch lalůčku zcela hladký, ale za určitých okolností na něm vznikají rýhy. Rýhy na lalůčku jsou přitom spojovány s některými vrozenými nemocemi, jako je Beckwith-Wiedemannův syndrom. Starší studie dokonce uváděly, že rýha na lalůčku signalizuje zvýšené riziko infarktu a aterosklerotického ucpávání cév; dnes jsou tyto studie vyvraceny s tím, že rýha na lalůčku vzniká častěji u starších osob - a právě ty jsou samozřejmě náchylnější k infarktu.

## Onemocnění
K častým onemocněním vztahujícím se k ušnímu lalůčku patří kontaktní dermatitida následkem alergie na kovový materiál náušnic. Obvykle dochází k naduření v místě vpichu, někdy vzniká i váčkovitý útvar. Častou příčinou je příměs niklu ve špercích. Jiným onemocněním jsou epidermoidní cysty v lalůčku, obvykle malé a neškodné.